# Cantar-Galo e Vila do Carvalho
Cantar-Galo e Vila do Carvalho (llamada oficialmente União das Freguesias de Cantar-Galo e Vila do Carvalho) es una freguesia portuguesa del municipio de Covilhã, distrito de Castelo Branco.

## Historia
Fue creada el 28 de enero de 2013 en aplicación de una resolución de la Asamblea de la República de Portugal promulgada el 16 de enero de 2013 con la unión de las freguesias de Cantar-Galo y Vila do Carvalho, pasando su sede a estar situada en la antigua freguesia de Vila do Carvalho.

## Demografía
| Gráfica de evolución demográfica de Cantar-Galo e Vila do Carvalho entre 2011 y 2021 |
|                                                                                      |
| Datos según el nomenclátor publicado por el INE portugués.                           |